# ウィントン・ケリー
ウィントン・ケリー（Wynton Kelly、1931年12月2日 - 1971年4月12日）は、アメリカ合衆国のジャズピアニスト。ジャマイカ移民の息子で、ニューヨーク市ブルックリン生まれ。カナダのオンタリオ州トロントにて39歳で死去した。

## 来歴
ケリーはティーンエイジャーのときR&Bグループのメンバーとしてプロのキャリアを開始した。レイ・エイブラムス、セシル・ペイン、ダイナ・ワシントン、ディジー・ガレスピーと働いた後、1959年から1963年にはマイルス・デイヴィスのクインテットのメンバーとなった。彼はデイヴィスの1959年の影響力のあるアルバム『カインド・オブ・ブルー』収録の楽曲「フレディ・フリーローダー」にて、ビル・エヴァンスに替わり（デイヴィスがケリーに、よりアーマッド・ジャマルのようなサウンドを要求し）参加した。同様にジョン・コルトレーンの『ジャイアント・ステップス』収録の楽曲「ネイマ」にはトミー・フラナガンに替わり参加している。
マイルス・デイヴィスはケリーを、レッド・ガーランドとビル・エヴァンスの「ハイブリッド」と評した。これは彼のかつてのバンドリーダーによるケリーについての非常に的確な説明で、ケリーは（ガーランドのような）リズム感をベースにしつつ、エヴァンス風に抑制された表現で演奏を行った。
大部分のジャズ・ピアニストは、ウイントン・ケリーがこれまでで最もスウィングするジャズピアニストであると見なしている。彼の8分音符の分析は、彼がスウィングの幅を広く変化させていたことを明らかにしている。時には伝統的なスウィングする8分音符よりも、むしろよりストレートな8分音符に演奏する傾向があり、更にはビートの「オントップ」で、初期のピアニストの習慣であった「レイドバック」をより少なく演奏した。ケリーはまた、明確なスタッカートのタッチによる均等な8分音符のラインで演奏する傾向がある。この様式上の特徴は、より「モダンな」サウンドのためにこのコンセプトを採用し拡大したマッコイ・タイナー、チック・コリア、ハービー・ハンコックのようなピアニストの方法論を生んだ。
素晴らしい伴奏者、ウイントン・ケリーは特徴的なソリストでもあった。彼はトリオでブルーノートのためにレコーディングし（1951年）、1951年から1952年の間にダイナ・ワシントン、ディジー・ガレスピー、レスター・ヤングと働いた。兵役後、ダイナ・ワシントン（1955年-1957年）、チャールズ・ミンガス（1956年-1957年）、ディジー・ガレスピー・ビッグバンド（1957年）とともに働いたが、マイルス・デイヴィス（1959年-1963年）との期間が最も有名であり、マイルスと『カインド・オブ・ブルー』、『ブラックホークのマイルス・デイビス』、『サムデイ・マイ・プリンス・ウィル・カム』といったアルバムをレコーディングした。ケリーは自身のトリオを結成するために、残りのリズムセクション（ベーシスト： ポール・チェンバース、ドラマー： ジミー・コブ）とともにデイヴィスのもとを去った。このトリオは後にウェス・モンゴメリーとの共演ですばらしい演奏を聴かせた。
ケリーは、てんかんの発作によって、1971年4月12日にカナダのトロントにて亡くなった。
早世する前にケリーは、ブルーノート、リバーサイド、ヴィージェイ、ヴァーヴ、マイルストーンへ、リーダーとしてレコーディングした。

## 私生活
パートナーのアンとケリーには、1963年に娘トレイシーが生まれた。LP 『カミン・イン・ザ・バック・ドア』の楽曲「リトル・トレイシー」は、ケリーの娘の名をとって名づけられている。現在、トレイシー・マティサックと名乗る彼女は、フィラデルフィア・テレビのパーソナリティを務めている。
1980年代と1990年代にマイルス・デイヴィスと演奏したベーシストのマーカス・ミラーは，ケリーのいとこの子供にあたる。
ピアニストのエリス・マルサリスはケリーに敬意を表し、自分の息子をウィントンと名づけた。その息子は後に活躍するトランペット奏者ウィントン・マルサリスである。

## ディスコグラフィ

### リーダー・アルバム
- 『ピアノ・インタープリテーションズ・バイ・ウィントン・ケリー』 - Piano Interpretations By Wynton Kelly (1951年、Blue Note)
- 『ウィスパー・ノット』 - Piano (1958年、Riverside)
- 『ケリー・ブルー』 - Kelly Blue (1959年、Riverside)
- 『ケリー・グレイト』 - Kelly Great (1959年、Vee-Jay)
- 『ケリー・アット・ミッドナイト』 - Kelly at Midnight (1960年、Vee-Jay)
- 『枯葉』 - Wynton Kelly! (1961年、Vee-Jay)
- Someday My Prince Will Come (1961年、Vee-Jay)
- 『カミン・イン・ザ・バック・ドア』 - Comin' in the Back Door (1963年、Verve)
- 『イッツ・オール・ライト』 - It's All Right! (1964年、Verve)
- 『アンダイルーテッド』 - Undiluted (1965年、Verve)
- 『ハーフ・ノートのウェス・モンゴメリーとウィントン・ケリー』 - Smokin' at the Half Note (1965年、Verve) ※with ウェス・モンゴメリー
- 『ブルース・オン・パーパス』 - Blues on Purpose (1965年、Xanadu)
- 『フル・ヴュー』 - Full View (1966年、Milestone)
- 『インタープリテイションズ』 - Interpretations (1967年、Vee-Jay)
- In Concert (1977年、Vee-Jay) ※1968年録音
- 『イモータル・セッション』 - The Immortal Session From Blue Note (1980年、Blue Note) ※1958年録音。ソニー・クラークとのスプリット・アルバム
- 『枯葉II』 - Alternate Takes Of Wynton Kelly! (1987年、Vee-Jay) ※1961年録音
- 『ラスト・トリオ・セッション』 - Last Trio Session (1988年、Delmark) ※1968年録音